# Латиші?!
«Латиші?!» — радянський художній фільм 1989 року, знятий режисером Геннадієм Земелєм на Ризькій кіностудії.

## Сюжет
У родині Лацисів страшне горе — загинув в Афганістані молодший син. За поминальним столом зібралися всі члени сім'ї: батько, вдова загиблого, його старший брат Август із дружиною та сином Янісом. Вони згадують прожите життя.

## У ролях
- Алвіс Германіс — Тарасик-Август
- Андрій Байков — головна роль
- Арвідс Озоліньш — головна роль
- Сулев Луйк — головна роль
- Расма Рога — роль другого плану
- Дімаш Ахімов — роль другого плану
- Арніс Ліцитіс — роль другого плану
- Улдіс Пуцитіс — роль другого плану
- Петро Солдатов — роль другого плану
- Юрій Чуприн — роль другого плану
- Торша Жабаєв — роль другого плану
- Лола Ергашева — роль другого плану
- Ігор Клейман — роль другого плану
- Мухтар Найманбаєв — роль другого плану
- Ілзе Рудолфа — роль другого плану
- Руслан Чернов — роль другого плану
- Ілга Томасе — роль другого плану
- Павло Сиротін — роль другого плану
- Роландс Кумпіньш — роль другого плану

## Знімальна група
- Режисер — Геннадій Земель
- Сценарист — Геннадій Земель
- Оператор — Раймонд Рітумс
- Художник — Петеріс Розенбергс